# Dolmen de Valltorta
Il dolmen de Valltorta è un dolmen situato a Saint-Michel-de-Llotes, nel dipartimento francese dei Pirenei Orientali.